# Hosjön, Uppsala kommun
Hosjön är en sjö belägen cirka 2 km nordost om Knutby i Uppsala kommun i Uppland och ingår i Olandsåns huvudavrinningsområde. Sjön är 2,4 meter djup, har en yta på 2,45 kvadratkilometer och befinner sig 11,1 meter över havet. Sjön avvattnas av vattendraget Hosjöån.

## Delavrinningsområde
Hosjön ingår i delavrinningsområde (664679-163971) som SMHI kallar för Utloppet av Hosjön. Medelhöjden är 20 meter över havet och ytan är 11,68 kvadratkilometer. Det finns inga avrinningsområden uppströms utan avrinningsområdet är högsta punkten. Hosjöån som avvattnar avrinningsområdet har biflödesordning 3, vilket innebär att vattnet flödar genom totalt 3 vattendrag innan det når havet efter 55 kilometer. Avrinningsområdet består mestadels av skog (67 procent) och jordbruk (10 procent). Avrinningsområdet har 2,42 kvadratkilometer vattenytor vilket ger det en sjöprocent på 20,7 procent.